# Elżbieta Grabowska
Elżbieta Grabowska z domu Szydłowska herbu Lubicz (ur. 1748 lub 1749, zm. 28 maja 1810 w Warszawie) – kochanka i domniemana morganatyczna żona Stanisława Augusta Poniatowskiego, córka wojewody płockiego Teodora Szydłowskiego i Teresy Witkowskiej.
Skromnego pochodzenia, z rodu Szydłowskich, wydana za generała Jana Jerzego Grabowskiego, zaś po jego śmierci w 1789 przypuszczalnie potajemnie poślubiona przez Stanisława Augusta Poniatowskiego. Współcześni przypisywali jej skłonienie króla do akcesu do konfederacji targowickiej.
Matka Stanisława, Michała, Kazimierza, Aleksandry oraz Izabeli.
Została pochowana na cmentarzu Świętokrzyskim w Warszawie.